# 速霸陸Pleo Plus
速霸陸Pleo Plus為日本富士重工業於2012年推出的輕型車，實際上委託大發工業OEM生產，兄弟車為大發Mira e:S及豐田Pixis Epoch。
車名「Pleo」為拉丁語的造詞，意為「不但豐富，而且完全」。「Plus」則因更優異的油耗表現，特別以「+」表示。

## 歷史

### 第一代（2012年-2017年）
2012年 - 12月10日富士重工業發表新車款Pleo Plus，這款車由大發工業代工，掛上速霸陸的廠徽銘牌，兄弟車另有大發Mira e:S及豐田Pixis Epoch。受限於商標權的使用，雖然這款車也具備「eco IDLE怠速熄火系統」，車身卻沒有貼上此塊銘牌。和原生車款大發Mira e:S最大的差異，便是車頭的水箱罩造型。
動力方面比照大發Mira e:S搭載658c.c.直列三缸DOHC KF-VE3型引擎，具有52ps / 6,800rpm的最大馬力與6.1kg·m / 5,200rpm的峰值扭力。在CVT變速系統、eco IDLE引擎怠速熄火系統、動能回收充電系統、車身造型具更優異的空氣動力學、低滾動阻力輪胎與i-EGR廢氣回收系統等節能裝置的加持下，在日本JC08模式下平均油耗表現達到30km/L。依照配備及驅動方式，這部車共分為FF的E、F、L、G等四型，以及採4WD的FA、LA、GA等三型。
2013年 - 7月兄弟車大發Mira e:S小改款，8月19日Pleo Plus亦比照辦理。按照日本JC08模式，其平均油耗表現由原先的30km/L進步至33.4km/L，原因除了既有的CVT變速系統、時速高於11km/hr即準備啟動的eco IDLE引擎怠速熄火系統、動能回收系統、低滾動阻力輪胎、低風阻的車身造型，新增加Cooled i-EGR油氣回收系統。此外尚搭載了大發工業研發的Smart Assist系統，能偵測自身與前車的安全距離及時煞車。
2014年 - 7月9日實行部分改良，將658c.c.直列三缸DOHC KF-VE3型引擎的壓縮比從原先的11.3：1提高至12.2：1，搭配改良的動能回收系統，在日本JC08模式（日语：JC08モード）下平均油耗表現達到35.2km/L。
2015年 - 4月8日再度部分改良，4月22日推出「Black Edition」特仕車，含有專屬黃色、白色、紅色車身塗裝，黑色處理的水箱護罩、後視鏡、車頂、座椅，並有專屬14吋鋁框。

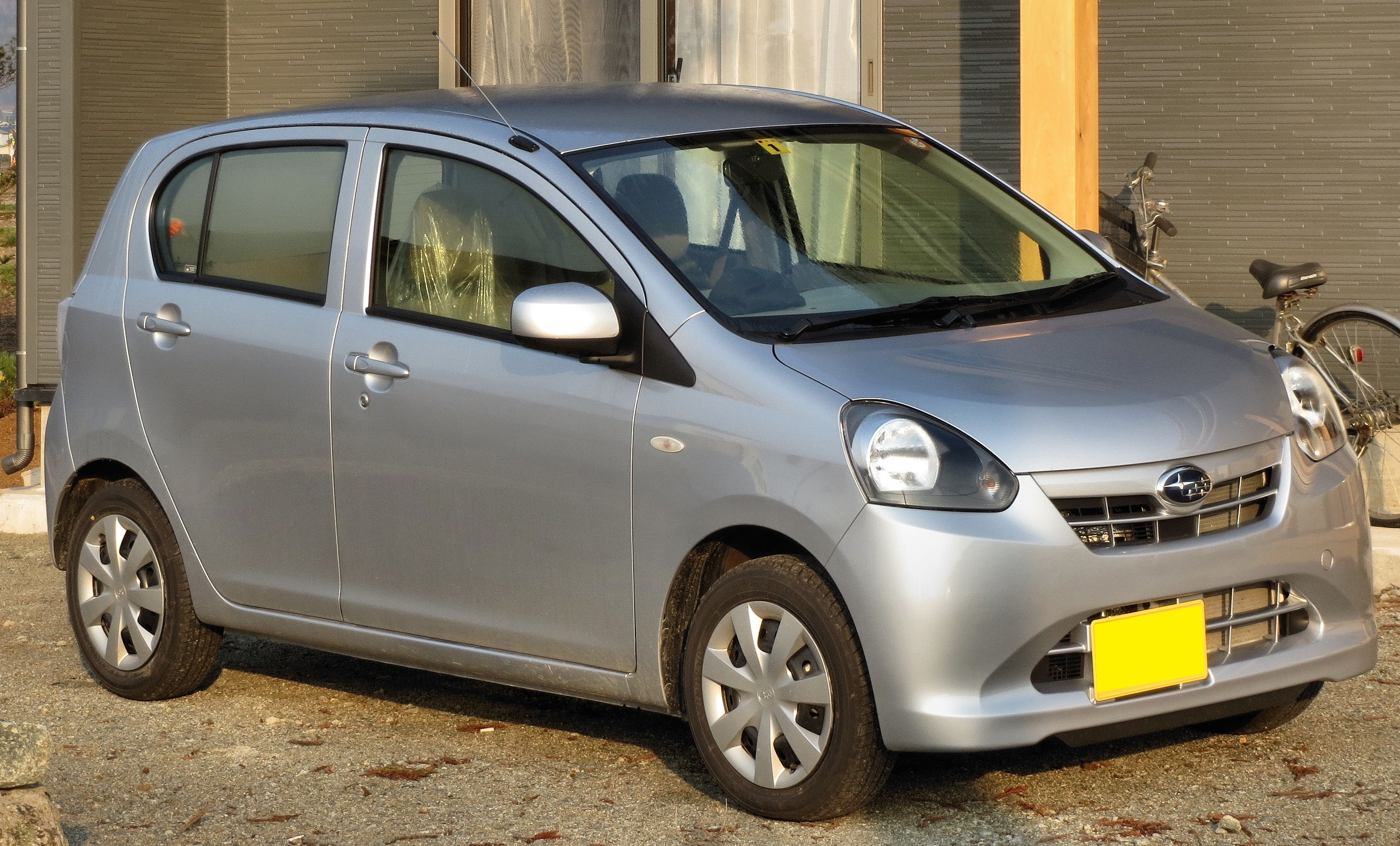
車頭
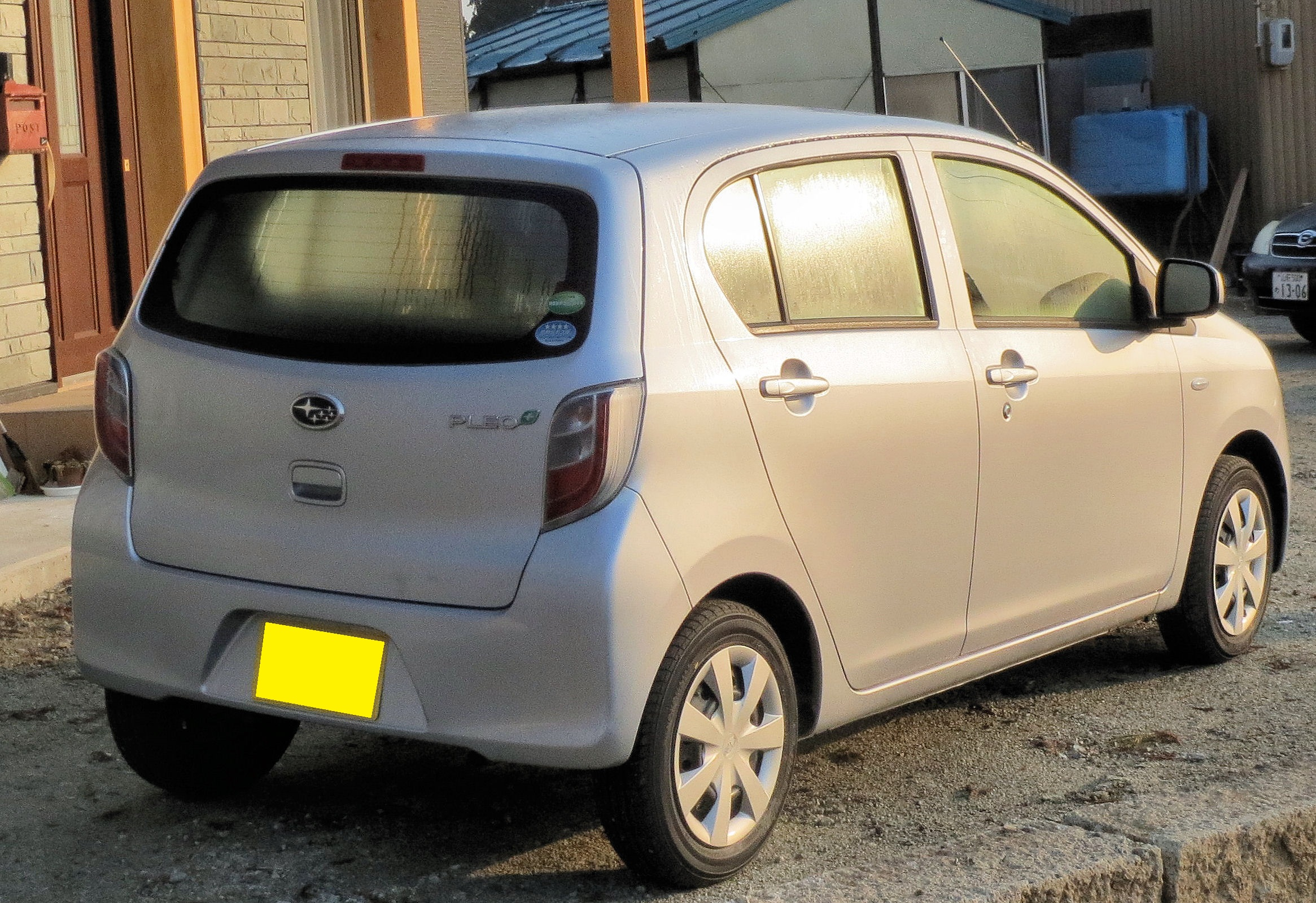
車尾
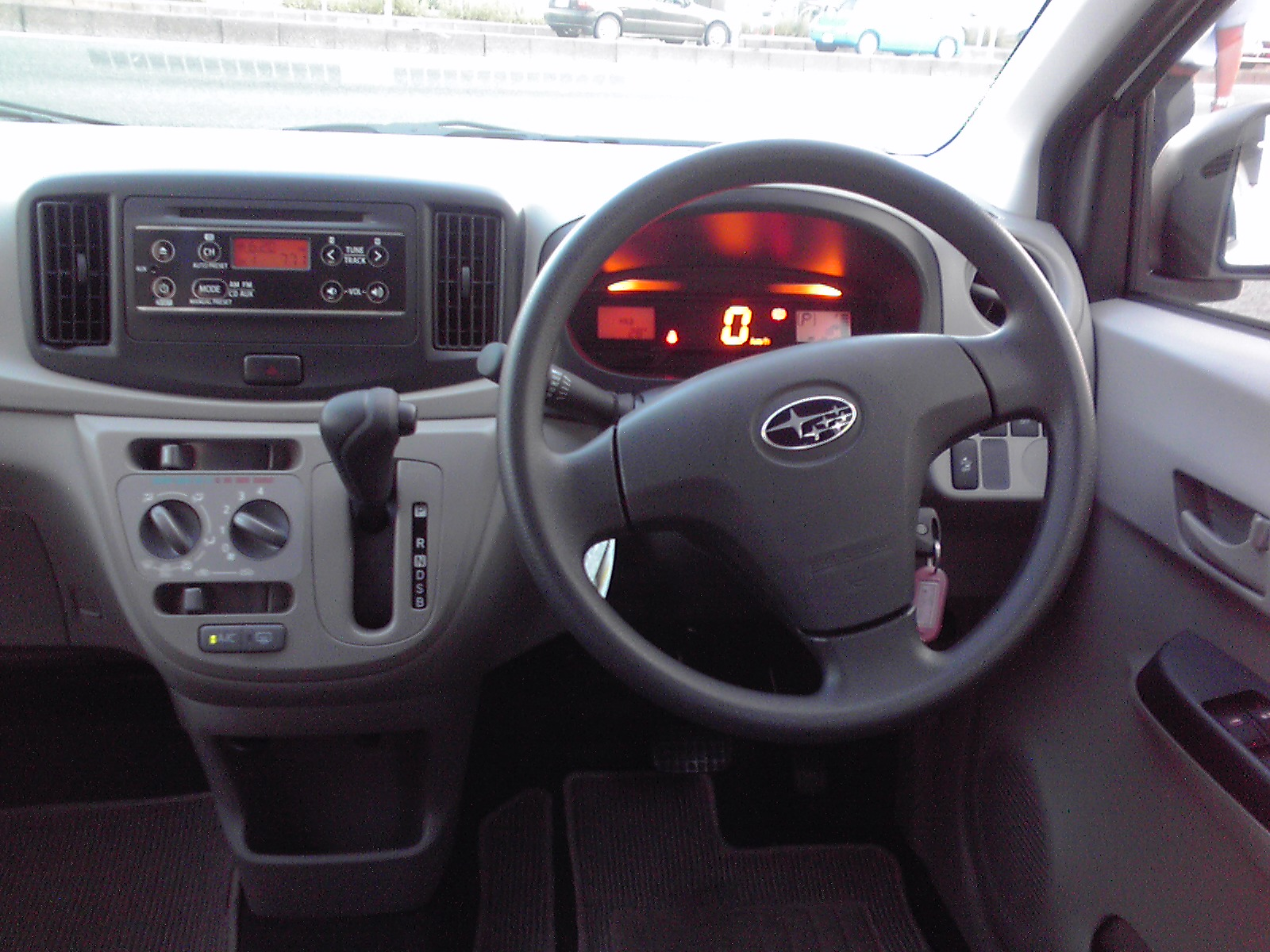
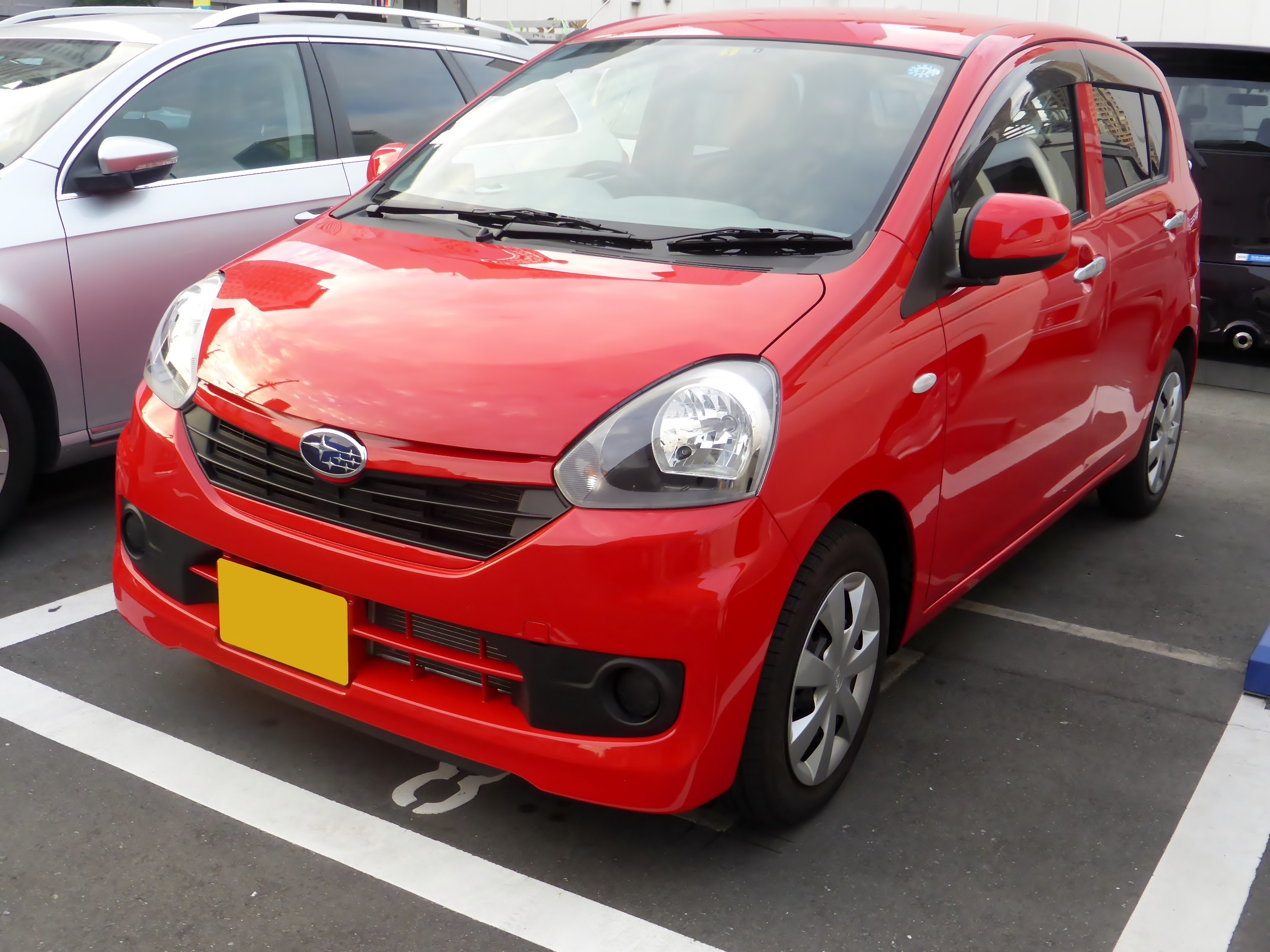
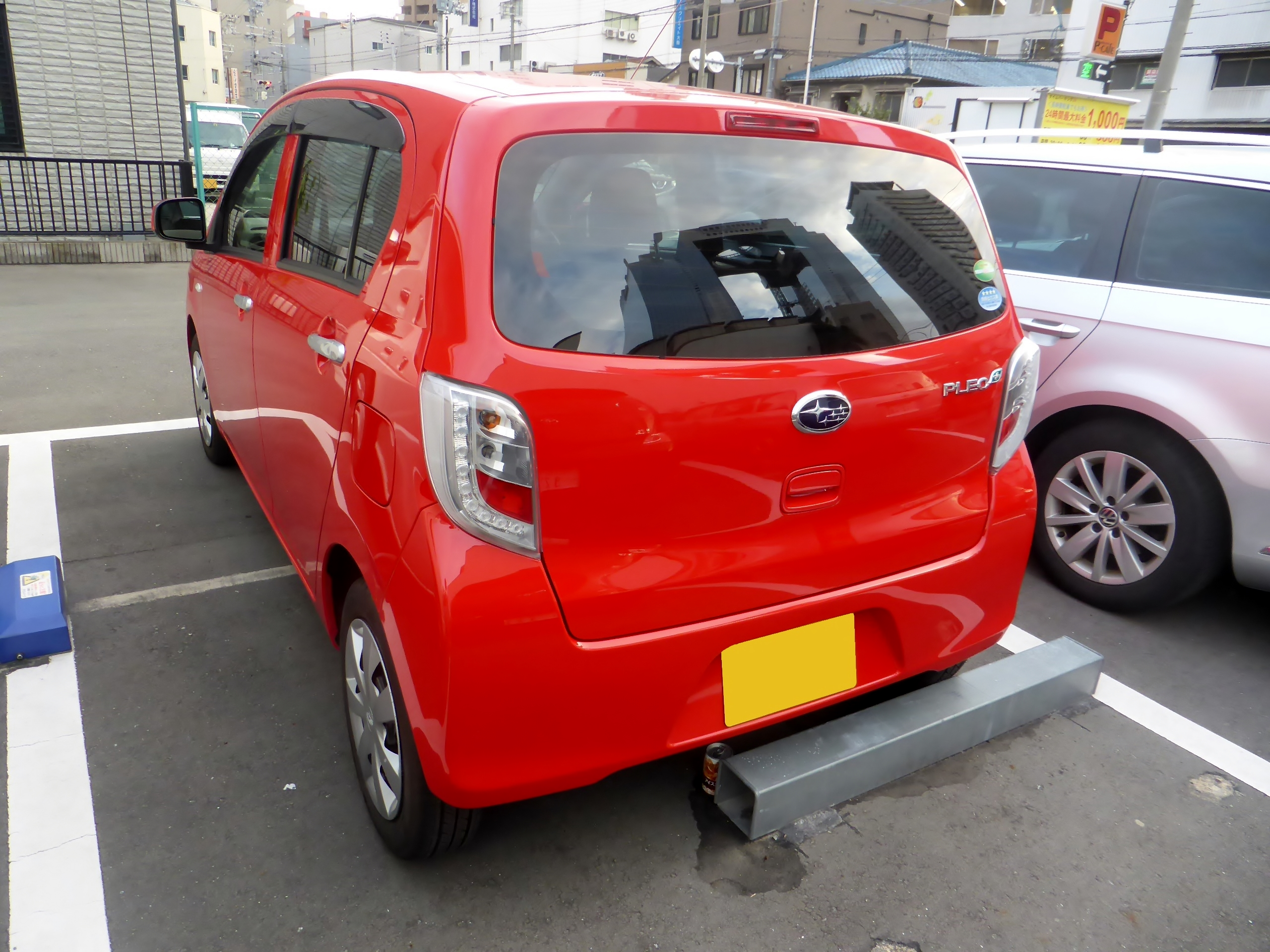

## 外部連結
- （日語）日本官方網站 （页面存档备份，存于）